# Tamuz
Tamuz (תמוז, ebraică standard: tammuz, ebraică tiberiană: tammûz) este cea de-a zecea lună a anului evreiesc și a patra lună a anului civil în calendarul ebraic antic. Este o lună de vară de 29 de zile.

## Perioadă (5761–5860)
| Durata anului | Începutul lunii (calendar gregorian) | Sfârșitul lunii (calendar gregorian) |
| ------------- | ------------------------------------ | ------------------------------------ |
| 353 de zile   | 8 iunie–25 iunie                     | 7 iulie–24 iulie                     |
| 354 de zile   | 8 iunie–27 iunie                     | 7 iulie–26 iulie                     |
| 355 de zile   | 9 iunie–27 iunie                     | 8 iulie–26 iulie                     |
| 383 de zile   | 27 iunie–6 iulie                     | 26 iulie–5 august                    |
| 384 de zile   | 29 iunie–7 iulie                     | 28 iulie–5 august                    |
| 385 de zile   | 29 iunie–8 iulie                     | 26 iulie–6 august                    |

## Sărbători înTamuz
| Zi/Zile | Celebrarea            | Notă |
| ------- | --------------------- | ---- |
| 17      | Țom Șiva Asar beTamuz |      |